# Cirripectes imitator
Cirripectes imitator är en fiskart som beskrevs av Williams, 1985. Cirripectes imitator ingår i släktet Cirripectes och familjen Blenniidae. Inga underarter finns listade i Catalogue of Life.